# Чеботарка
Чебота́рка (ранее Чобата́р; укр. Чоботарка, крымскотат. Çоbatar, Чобатар) — село в Сакском районе Крыма (согласно административно-территориальному делению России — в составе Ореховского сельского поселения Республики Крым, согласно административно-территориальному делению Украины — в составе Ореховского сельского совета Автономной Республики Крым).

## Современное состояние
На 2016 год в Чеботарке числится 8 улиц, 3 переулка и школа-интернат; на 2009 год, по данным сельсовета, село занимало площадь 71 гектар, на которой в 27 дворах числилось 252 жителя.

## География
Чеботарка — село в центре района, в степном Крыму в маловодной Чеботарской балке, впадающей с востока в Сакское озеро, высота над уровнем моря — 26 м. Соседние сёла: Червонное в 0,7 км на восток, Михайловка в 2,5 км на юго-запад и Орехово в 2 км на северо-запад. Расстояние до райцентра — около 7 километров (по шоссе), там же ближайшая железнодорожная станция.

## История

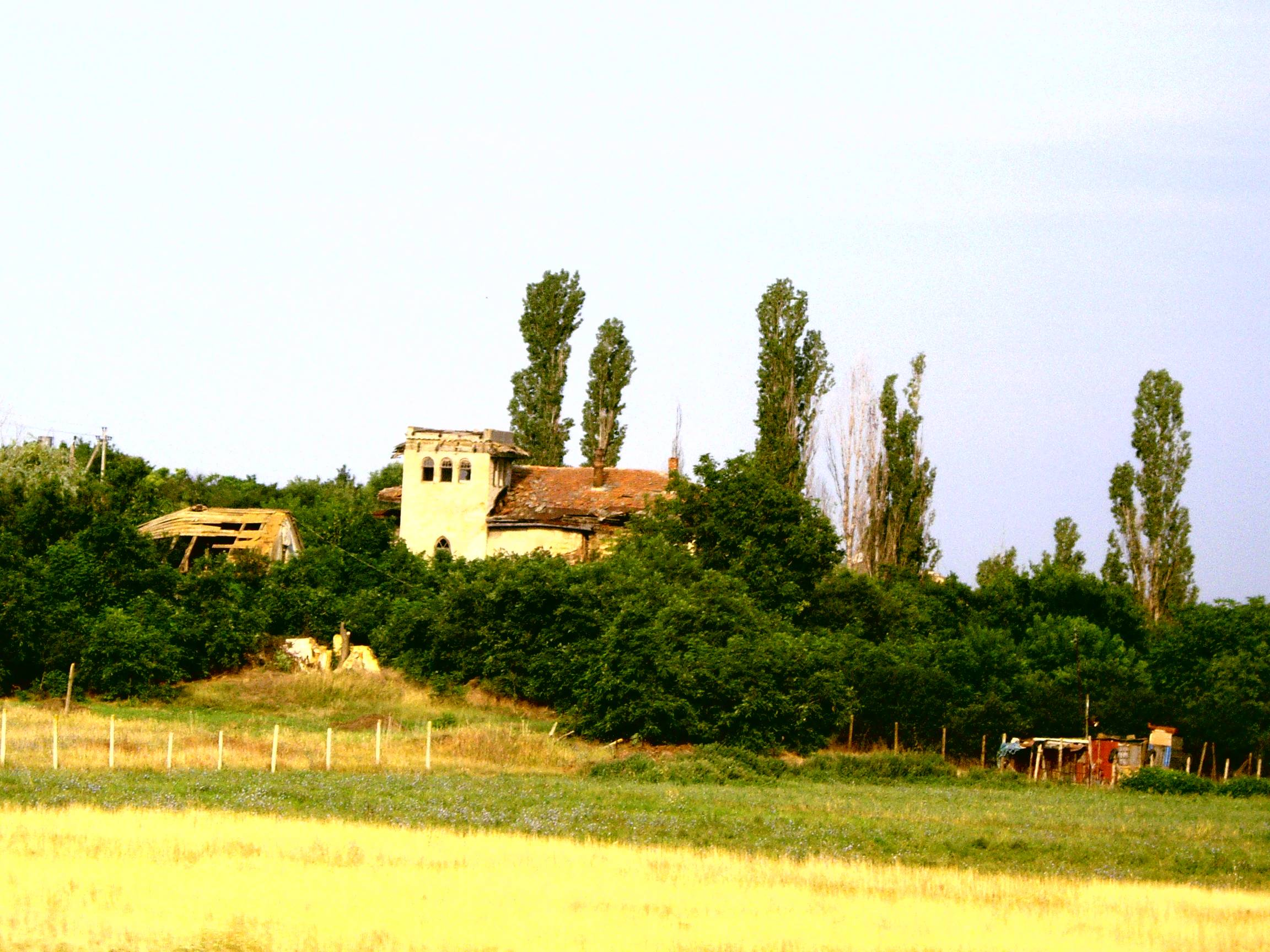
Усадьба Фердинанда Матвеевича Шлее в Чеботарке

Первое документальное упоминание села встречается в Камеральном Описании Крыма… 1784 года, судя по которому, в последний период Крымского ханства Чобатар входил в Каракуртский кадылык Бахчисарайского каймаканства. После присоединения Крыма к России (8) 19 апреля 1783 года, (8) 19 февраля 1784 года, именным указом Екатерины II сенату, на территории бывшего Крымского Ханства была образована Таврическая область и деревня была приписана к Евпаторийскому уезду. После Павловских реформ, с 1796 по 1802 год, входила в Акмечетский уезд Новороссийской губернии. По новому административному делению, после создания 8 (20) октября 1802 года Таврической губернии, Чеботар был включён в состав Тулатской волости Евпаторийского уезда.
По Ведомости о волостях и селениях, в Евпаторийском уезде с показанием числа дворов и душ… от 19 апреля 1806 года деревня Чеботар находится в пусте, жители оной иемеют жительство по разным деревням сего уезда числом 57 крымских татар и 2 ясыров. На военно-топографической карте генерал-майора Мухина 1817 года деревня Чоботар обозначена с 8 дворами. После реформы волостного деления 1829 года Чобатар, согласно «Ведомости о казённых волостях Таврической губернии 1829 года», отнесли к Темешской волости (переименованной из Тулатской). К 1832 году Башмаков владел имением при деревне в 6000 десятин, и, по его имени, закрепилось второе название Дмитриевка. Шарль Монтандон, в «Путеводителе путешественника по Крыму, украшенный картами, планами, видами и виньетами и предваренный введением о разных способах переезда из Одессы в Крым» 1834 года упоминает Чабатар, в котором «господин Башмаков основал предприятие по выращиванию овец и конный завод». На карте 1842 года Чоботар, или Дмитриевка (княгини Шаховской) обозначен условным знаком «малая деревня», то есть, менее 5 дворов. В 1855 году Матвеем Шлее основано имение «Чеботары».
19 ноября 1855 года у Чеботара Евпаторийский отряд русской армии под командованием генерала от кавалерии Е. И. Гельфрейха имел бой с силами союзников.
В 1860-х годах, после земской реформы Александра II, деревню приписали к Сакской волости. В «Списке населённых мест Таврической губернии по сведениям 1864 года», составленном по результатам VIII ревизии 1864 года, Чеботар (или Дмитриевка) — владельческая русская деревня, с 16 дворами и 78 жителями при пруде Чеботарском, по обследованиям профессора А. Н. Козловского 1867 года, глубина колодцев в деревне составляла 2—3 сажени (4—6 м), вода в них «большею частию» пресная, кроме того имелись многочисленные родники. На трёхверстовой карте 1865—1876 года обозначена русская деревня Чеботар, без указания числа дворов. В «Памятной книге Таврической губернии 1889 года», по результатам Х ревизии 1887 года, в деревне Чеботары числилось 11 дворов и 64 жителя. На верстовой карте 1890 года в деревне Чеботари обозначено 11 дворов с русским населением
. Согласно «…Памятной книжке Таврической губернии на 1892 год», в деревне Чеботар, входившей в Юхары-Джаминское сельское общество, жителей и домов не числилось.
Земская реформа 1890-х годов в Евпаторийском уезде прошла после 1892 года, в результате Чеботар приписали к Сакской волости. Судя по деступным документам, в конце XIX века поместье перешло в собственность крупных крымских землевладельцев, крымских немцев Шлее, которые построили в деревне усадьбу в стиле крымского рококо.
По «…Памятной книжке Таврической губернии на 1900 год» в деревне числилось 93 жителя в 17 дворах. По Статистическому справочнику Таврической губернии. Ч.II-я. Статистический очерк, выпуск пятый Евпаторийский уезд, 1915 год, в деревне Чеботары-Нечаевка Сакской волости Евпаторийского уезда числилось 11 дворов (все дворы безземельные) с русскими жителями в количестве 83 человек приписного населения, из которых 39 мужчин и 44 женщины. Жители землёй не владели, но за селением числилось 402 десятины земли. В хозяйствах имелось 45 лошадей, 12 волов, 14 коров и 42 головы мелкого скота. Также записаны экономии Чеботары Новые (Шлее) — 4 двора (2 двора с землёй, 2 — безземельные), 1 приписанный и 135 «посторонних», из которых 84 мужчины и 62 женщины. В экономии числилось 1060 десятин удобной земли. В хозяйстве имелось 64 лошади, 60 волов, 25 коров и 630 голов мелкого скота. В экономии Чеботары Старые — 1 двор, 8 приписного и 15 «постороннего», из которых 14 мужчин и 9 женщин. В экономии было 1275 десятина удобной земли, имелось 40 лошадей, 32 вола, 12 коров и 240 голов мелкого скота.
После установления в Крыму Советской власти, по постановлению Крымревкома от 8 января 1921 года № 206 «Об изменении административных границ» была упразднена волостная система и село вошло в состав Евпаторийского района Евпаторийского уезда, а в 1922 году уезды получили название округов. 11 октября 1923 года, согласно постановлению ВЦИК, в административное деление Крымской АССР были внесены изменения, в результате которых округа были отменены и произошло укрупнение районов — территорию округа включили в Евпаторийский район. Согласно Списку населённых пунктов Крымской АССР по Всесоюзной переписи 17 декабря 1926 года, в селе Чеботары Старые (с артелью Победа), Ново-Дмитриевского сельсовета (до его упразднения 23 октября 1963 года) Евпаторийского района, числилось 35 дворов, все крестьянские, население составляло 132 человека, из них 69 евреев, 27 армян, 21 русский, 8 украинцев, 5 эстонцев, 1 грек, 1 записан в графе «прочие». Постановлением Президиума КрымЦИКа «Об образовании новой административной территориальной сети Крымской АССР» от 26 января 1935 года был создан Сакский район и село, вместе с сельсоветом, включили в его состав. Когда закрепалось название Чеботарка пока не установлено.
После освобождения Крыма от фашистов, 12 августа 1944 года было принято постановление № ГОКО-6372с «О переселении колхозников в районы Крыма», по которому в район из Курской и Тамбовской областей РСФСР в район переселялись 8100 колхозников, а в начале 1950-х годов последовала вторая волна переселенцев из различных областей Украины. С 25 июня 1946 года Чеботарка в составе Крымской области РСФСР, а 26 апреля 1954 года Крымская область была передана из состава РСФСР в состав УССР.
Указом Президиума Верховного Совета УССР «Об укрупнении сельских районов Крымской области», от 30 декабря 1962 года Чеботарку присоединили к Евпаторийскому району. 1 января 1965 года, указом Президиума ВС УССР «О внесении изменений в административное районирование УССР — по Крымской области», Евпаторийский район был упразднён и село включили в состав Сакского (по другим данным — 11 февраля 1963 года). По данным переписи 1989 года в селе проживало 719 человек. С 12 февраля 1991 года село в восстановленной Крымской АССР, 26 февраля 1992 года переименованной в Автономную Республику Крым. С 21 марта 2014 года в составе Крыма аннексирована Россией.

### Победа
Еврейский переселенческий посёлок (сельхозартель Победа) был создан на базе бывшего имения Чеботарка Старая в 1925 году. Там же, к 1930 году, был открыт Чеботарский сельскохозяйственный техникум им. Ю. Ларина, для подготовки евреев-сельхозспециалистов. Со временем влилась в состав села. Вскоре после начала отечественной войны часть еврейского населения Крыма была эвакуирована, из оставшихся под оккупацией большинство расстреляны.

## Население
| 2001 | 2014 |
| ---- | ---- |
| 266  | ↘202 |

Всеукраинская перепись 2001 года показала следующее распределение по носителям языка
| Язык             | Процент |
| ---------------- | ------- |
| русский          | 72.56   |
| украинский       | 23.68   |
| крымскотатарский | 3.01    |
| другие           | 0,75    |

### Динамика численности
| - 1806 год — 59 чел. - 1864 год — 78 чел. - 1889 год — 64 чел. - 1900 год — 93 чел. - 1915 год — 242 чел. | - 1926 год — 132 чел. - 1989 год — 719 чел. - 2001 год — 266 чел. - 2009 год — 252 чел. - 2014 год — 202 чел. |